# Nicholas Ofczarek
Pour les articles homonymes, voir Ofczarek.
Nicholas Ofczarek, né à Vienne (Autriche) le 30 mai 1971, est un acteur autrichien. 
Membre de la troupe du Burgtheater à Vienne, il a tenu de 2010 à 2012 le rôle principal de la pièce Jedermann au Festival de Salzbourg.

## Biographie
Nicholas Ofczarek est né le 30 mai 1971 à Vienne, en Autriche. C'est un acteur et écrivain, connu pour Pagan Peak (2018), Wir Staatskünstler (de) (2011) et Tatort (1970). 
Il est marié à Tamara Metelka. Ils ont un enfant[réf. nécessaire].

## Filmographie

### Au cinéma
- 1994 : Parkplatz : Franz Moosbacher
- 1997 : In Schwimmen-Zwei-Vögel : Orlick
- 1998 : Das Siegel : Hank
- 1999 : Nordrand : G.R.
- 1999 : Untersuchung an Mädeln
- 2002 : Richtung Zukunft durch die Nacht : Biker
- 2003 : Ravioli : Restaurant owner
- 2004 : Mädchen Mädchen 2 : Makler
- 2006 : Schwere Jungs : Brauereibesitzer Michel Dorfler
- 2008 : Falco - Verdammt, wir leben noch! : Markus Spiegel
- 2010 : Sennentuntschi : Sebastian Reusch
- 2011 : Am Ende des Tages : Wolfgang
- 2011 : Sommer der Gaukler : Wallerschenk
- 2012 : Jesus liebt mich : Satan
- 2014 : Wir machen durch bis morgen früh : Jan-Ole
- 2017 : L'Ordre divin (Die göttliche Ordnung) : Werner
- 2018 : Die Höhle des Löwen : Leo Reuss
- 2020 : Cortex de Moritz Bleibtreu : Apotheker Stefan
- 2022 : Le Brigand Briquambroque (Der Räuber Hotzenplotz) de Michael Krummenacher (de) : le brigand Briquambroque

### À la télévision
- 1998 : Lieselotte (TV) : Manfred
- 2000 : Die Verhaftung des Johann Nepomuk Nestroy (TV) : Wenzel Scholz
- 2001 : Blumen für Polt (TV) : Fritz Holzer
- 2001 : Sophie - Sissis kleine Schwester (TV) : Ludwig Viktor
- 2001 : Uprising (TV) : Polish Police Officer
- 2002 : Der Bulle von Tölz (série TV) : Fredi Holzbauer
- 2001 : Medicopter (série TV)
- 2002 : MA 2412 (série TV) : Herr Jäger
- 2002 : Julia - Eine ungewöhnliche Frau (série TV) : Fritz Sulzbacher
- 2001 : Rex, chien flic (Kommissar Rex) (série TV) : Alfons Tritscher
- 2002 : Der Bestseller - Mord auf italienisch (TV)
- 2003 : Emilia Galotti (TV) : Angelo
- 2003 : Himmel Polt und Hölle (TV) : Fritz Holzer
- 2003 : Jetzt erst recht (TV) : Andy
- 2003 : Polterabend (TV) : Fritz Holzer
- 2004 : Familie auf Bestellung (TV) : Giselher Novacek
- 2001 : SOKO Kitzbühel (série TV) : Elias Kern
- 2005 : Don Carlos, Infant von Spanien (TV) : Herzog von Alba
- 2005 : Mutig in die neuen Zeiten - Im Reich der Reblaus (TV) : Carlo Gruber
- 2005 : 11er Haus (série TV) : Franz Moser
- 2006 : 8x45 - Austria Mystery (série TV) : Strasser
- 2006 : Das Duo (série TV) : Gunnar Willutzki
- 2006 : Der Winzerkönig (série TV) : Alex Pfisterer
- 2006 : Mutig in die neuen Zeiten - Nur keine Wellen (TV) : Carlo Gruber
- 2006 : König Ottokars Glück und Ende (TV) : Zawisch von Rosenberg
- 2006 : Dorfers Donnerstalk (série TV) : Projektleiter
- 2007 : Höllenangst (TV) : Wendelin
- 2007 : Die Geschworene (TV) : Enzinger
- 2007 : Viel Lärm um nichts (TV) : Don Pedro, Prinz von Arragon
- 2007 : Angsthasen (TV) : Axel Reichert
- 2008 : Daniel Käfer - Die Schattenuhr (TV) : Max Moser
- 2008 : Mutig in die neuen Zeiten - Alles anders (TV) : Carlo Gruber
- 2008 : Patchwork (TV) : Thommi
- 2008 : Meine fremde Tochter (TV) : Sascha
- 2008-2016 : Tatort (série TV) : Alexander Nolte (3 épisodes)
- 2009 : Krupp - Eine deutsche Familie (série TV) : Tilo von Wilmowsky
- 2009 : Der Weibsteufel (TV) : Ein junger Grenzjäger
- 2010 : Jedermann (TV) : Jedermann
- 2010 : Der letzte Weynfeldt (TV) : Pedroni
- 2011 : Was ihr wollt (TV) : Sir Toby Rülp
- 2011 : Wir Staatskünstler (série TV) : Niko Pelinka
- 2012 : Braunschlag (série TV) : Richard Pfeisinger
- 2013 : Der böse Geist Lumpazivagabundus oder Das liederliche Kleeblatt (TV) : Knieriem
- 2013 : Entre ennemis (Unter Feinden) (TV) : Mario Diller
- 2014 : Bösterreich (série TV) : Various Characters
- 2015 : The Team (série TV) : Marius Loukauskis
- 2015 : Altes Geld (série TV) : Zeno
- 2015 : Zum Sterben zu früh (TV) : Mario Driller
- 2015 : Meine fremde Frau (TV) : Toni Lorant
- 2016 : Die Hochzeit meiner Eltern (TV) : Alexander
- 2019-2023  : Pagan Peak (Der Pass) (série TV) : Kriminalinspektor Gedeon Winter

## Récompenses et distinctions
- Romy
- Prix Nestroy
- Médaille Kainz